# Fontana Wittelsbach

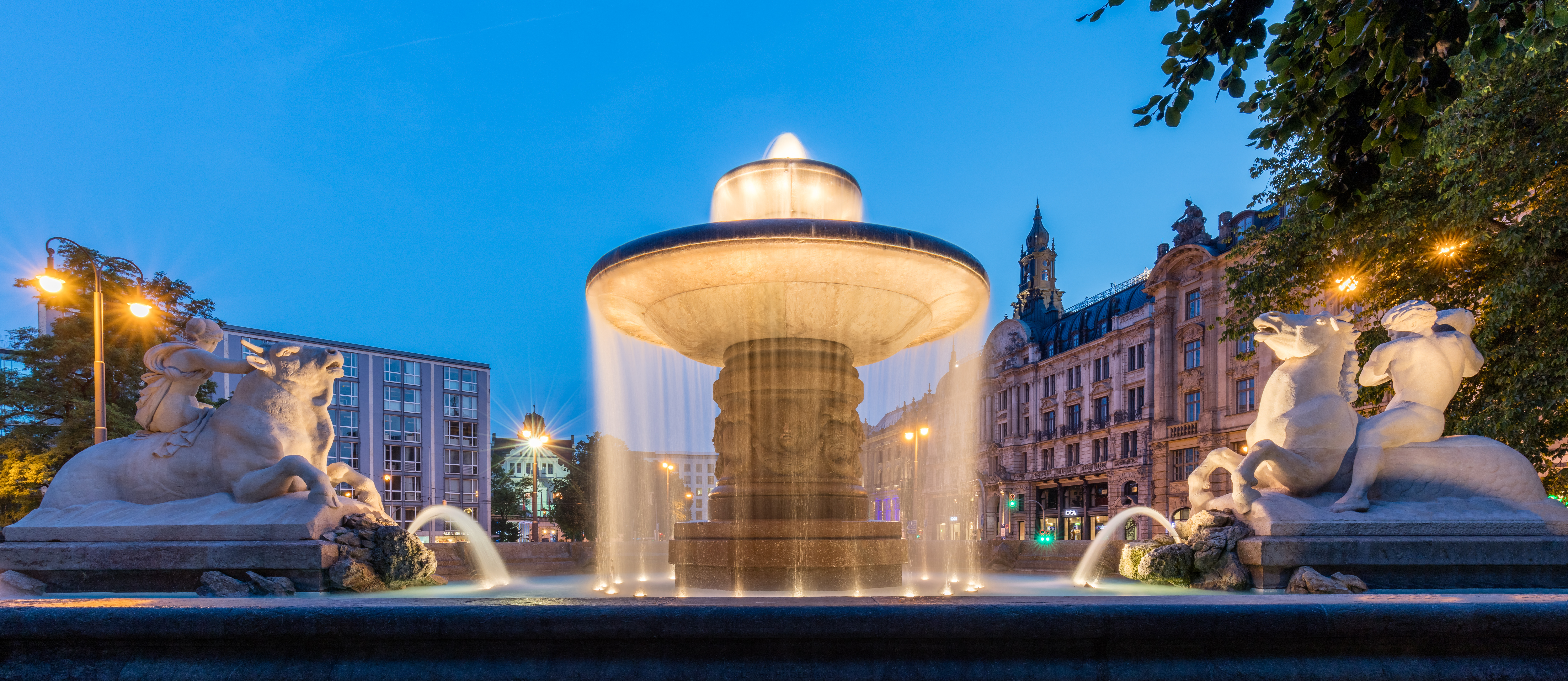
Fontana Wittelsbacherbrunnen

La fontana Wittelsbach (Wittelsbacher Brunnen in tedesco), che porta il nome della famiglia reale Bavarese, è una fontana monumentale sita a nord/ovest del centro storico di Monaco di Baviera, dove la piazza Lenbachplatz si congiunge alla piazza Maximiliansplatz. Fu inaugurata nel 1895, è opera dello scultore Adolf von Hildebrand ed è costruita in stile neoclassico. I suoi motivi sono allegorie delle forze primordiali dell'acqua.